# Apeadero de Maiorca
El Apeadero de Maiorca es una plataforma ferroviaria desactivada del Ramal de Figueira da Foz, que servía a la localidad de Maiorca, en el distrito de Coímbra, en Portugal.

## Historia

### Apertura del servicio
Esta plataforma se encuentra en el tramo entre Figueira da Foz y Vilar Formoso, que fue inaugurado el 3 de agosto de 1882, por la Compañía de los Caminhos de Ferro Portugueses de Beira Alta.

### Cierre del Ramal de Figueira da Foz
El 5 de enero de 2009, el Ramal de Figueira da Foz fue cerrado al tráfico ferroviario, por motivos de seguridad; la empresa Comboios de Portugal organizó un servicio de transporte de sustitución, que fue clausurado el 1 de enero de 2012.